# لويس نونيز
لويس نونيز (4 ديسمبر 1980 في البرازيل - ) هو لاعب كرة قدم برازيلي في مركز الدفاع. لعب مع بنيارول وريفر بليت ونادي أكاديميكا كويمبرا ونادي جوفنتودي.

## وصلات خارجية
- لويس نونيز على موقع قاعدة بيانات كرة القدم.إي يو (الإنجليزية)
- لويس نونيز على موقع Soccerway.com (الإنجليزية)